# Coupe du monde de cyclisme sur route 1989
Navigation
Édition suivante
La Coupe du monde de cyclisme 1989 est la première édition de la Coupe du monde de cyclisme. Elle est organisée par la Fédération internationale de cyclisme professionnel et est sponsorisée par la boisson Perrier. Elle porte par conséquent le nom de « Coupe du monde Perrier ».

## Épreuves
| Date         | Course                       | Pays        | Vainqueur           | Équipe                       |
| ------------ | ---------------------------- | ----------- | ------------------- | ---------------------------- |
| 18 mars      | Milan-San Remo               | Italie      | Laurent Fignon      | Super U                      |
| 2 avril      | Tour des Flandres            | Belgique    | Edwig Van Hooydonck | Superconfex - Yoko           |
| 9 avril      | Paris-Roubaix                | France      | Jean-Marie Wampers  | Panasonic                    |
| 16 avril     | Liège-Bastogne-Liège         | Belgique    | Sean Kelly          | PDM                          |
| 22 avril     | Amstel Gold Race             | Pays-Bas    | Eric Van Lancker    | Panasonic                    |
| 30 juillet   | Wincanton Classic            | Royaume-Uni | Frans Maassen       | Superconfex - Yoko           |
| 6 août       | Grand Prix des Amériques     | Canada      | Jörg Müller         | PDM                          |
| 12 août      | Classique de Saint-Sébastien | Espagne     | Gerhard Zadrobilek  | 7 Eleven - American Airlines |
| 20 août      | GP de Zürich                 | Suisse      | Steve Bauer         | Helvetia - La Suisse         |
| 17 septembre | Grand Prix de la Libération  | Pays-Bas    | TVM                 | TVM                          |
| 7 octobre    | Paris-Tours                  | France      | Jelle Nijdam        | Superconfex - Yoko           |
| 14 octobre   | Tour de Lombardie            | Italie      | Tony Rominger       | Chateau d'Ax                 |

## Classements finals

### Individuel
L'Irlandais Sean Kelly, de l'équipe PDM, remporte la première édition de la Coupe du monde. Il devance avec 44 points le Suisse Tony Rominger (32 points) et le Danois Rolf Sørensen (27 points). Ne figurent au classement que les coureurs ayant disputé au moins les trois-quarts des courses.
| Position | Coureur             | Équipe               | Points |
| -------- | ------------------- | -------------------- | ------ |
| 1        | Sean Kelly          | PDM                  | 44     |
| 2        | Tony Rominger       | Château D'Ax         | 32     |
| 3        | Rolf Sørensen       | Ceramiche - Ariostea | 27     |
| 4        | Frans Maassen       | Superconfex - Yoko   | 23     |
| 5        | Steve Bauer         | Helvetia - La Suisse | 23     |
| 6        | Edwig Van Hooydonck | Superconfex - Yoko   | 20     |
| 7        | Herman Frison       | Histor - Sigma       | 19     |
| 8        | Charly Mottet       | R.M.O                | 19     |
| 9        | Raúl Alcalá         | PDM                  | 19     |
| 10       | Marc Madiot         | Toshiba              | 19     |

### Par équipes
| Position | Équipe             | Points |
| -------- | ------------------ | ------ |
| 1        | PDM                | 120    |
| 2        | Helvetia-La Suisse | 101    |
| 3        | Histor-Sigma       | 78     |
| 4        | Panasonic-Isostar  | 66     |
| 5        | TVM-Yoko           | 45     |